# Kolargol
Kolargol, srebro koloidalne, srebro koloidowe, korgol (farm. Argentum colloidale, Collargolum, Corgolum) – preparat silnie rozdrobnionego srebra z białkiem lub żelatyną. Preparat farmakopealny powinien zawierać nie mniej niż 70% Ag. Ma formę ciemnoszarych płatków o metalicznym połysku lub ciemnoszarego krystalicznego proszku o odcieniu fioletowym. Kolargol powoli rozpuszcza się w wodzie z wytworzeniem roztworu koloidalnego.
Kolargol jest stosowany w lecznictwie jako środek antyseptyczny, głównie w okulistyce, rzadziej w dermatologii i urologii. W Polsce dostępny jest jako surowiec farmaceutyczny, pod nazwą Argentum colloidale, do sporządzania leków aptecznych (kropli do oczu i nosa, maści, roztworów i niekiedy zasypek). Zakres stężeń terapeutycznych to 1–15% (w okulistyce do 5%).
Nie należy mylić kolargolu ze srebrem koloidalnym stosowanym w suplementach diety w postaci płynów doustnych będących silnie rozcieńczonymi roztworami.
W skrajnych przypadkach preparaty srebra przyjmowane w dużych dawkach przez długi czas mogą doprowadzić do argyrii.